# Орден Национального героя (ДР Конго)
Орден Национального героя (фр. Ordre National «Héros-Nationaux, Kabila-Lumumba») — высший орден Демократической Республики Конго, учреждённый в 2002 году в качестве замены Национального ордена Леопарда. Вручается конголезским гражданам и иностранцам за верную службу или заслуги перед страной. Был назван в честь убитых во время пребывания в должности президента Лорана-Дезире Кабилы и премьер-министра Патриса Лумумбы.

## История
За время независимости ДРК существовало четыре «национальных ордена»: орден Конголезской нации (Ordre de la Nation Congolaise), Национальный орден Леопарда (Ordre National du Léopard), Национальный орден Заира (Ordre National du Zaïre) и Орден Национальных героев Кабилы-Лумумбы. С учреждением последнего законом № 009/2002 от 5 августа 2002 года, предыдущие национальные ордена перестали вручаться.
Первоначальный дизайн знаков отличия был изменён после смены ДРК своего флага и герба в 2006 году. Знаки производятся сингапурской компанией Eng Leong Medallic Industries.
Поступали предложения о некоторых реформах ордена. Среди них было его переименование, поскольку нынешнее подразумевает наличие только двух национальных героев. Другое предложение заключалось в том, чтобы возродить орден Леопарда, тем самым признав заслуги тех, кто служил прошлому режиму.

## Орден
Орденом заведует Канцелярия национальных орденов (Chancellerie des Ordres Nationaux), расположенная в Гомбе, Киншаса. Его Великим канцлером является президент ДРК (в настоящее время Феликс Чисекеди).
Орденом могут быть награждены как граждане Конго, так и иностранцы. Он имеет отдельные гражданские и военные степени., также может вручаться посмертно. Членство может быть отозвано за государственную измену или другие серьёзные преступления.

## Степени
Он имеет следующие пять классов:
- Большой крест (Grand Cordon)
- Великий офицер (Grand Officier)
- Командор (Commandeur)
- Офицер (Officier)
- Кавалер (Chevalier)

## Скандалы
Система наград ДРК, как и сама страна, страдает от коррупции. Так, имелись случаи незадокументированного награждения орденом граждан Китая, а также генерального инспектора Конголезской национальной полиции Джона Нумби, подозреваемого в причастности к убийству правозащитника Флориберта Чебеи.

## Известные награждённые
- Мухаммед VI (28 февраля 2006)[14]
- Антуан Гизенга (24 января 2009)[15]
- Джозеф Кабила (1 июля 2010)[16]
- Саймон Кимбангу (1 июля 2010, посмертно)[16]
- Джозеф Малула (1 июля 2010, посмертно)[16]
- Жан-Жюстен Бомбоко (1 июля 2010)[16]
- Кристоф Гбенье (1 июля 2010)[16]
- Абду Диуф (14 апреля 2014)[17]